# Вольфрамат висмута
Вольфрама́т ви́смута (химическая формула — Bi2WO6, также известен как BWO) — кислородсодержащее неорганическое соединение висмута и вольфрама. Используется для создания конденсаторов, гигрометров, оптических датчиков и терморезисторов, а также в качестве катализатора фотолитических реакций. Входит в состав минерала русселита.  

## Получение
Вольфрамат висмута образуется при взаимодействии оксида висмута(III) и оксида вольфрама(VI) при нагревании: 
{\displaystyle {\ce {2 Bi2O3 + WO3 -> 2 Bi2WO6}}}